# Любчо Георгієвський
Любчо Георгієвський (при народженні Люпчо Георгієвський) (мак. Љубчо Георгиевски; нар. 17 січня 1966, Штип, Македонія) — македонський політик і поет, колишній прем'єр-міністр Республіки Македонія.

## Освіта і творчість
У 1988 році Георгієвський закінчив Університет св. Кирила і Мефодія в Скоп'є за спеціальністю порівняльна література. Він є автором двох книг віршів: «Апокаліпсис» (1988) і «Міста» (1991).

## Кар'єра
Георгієвський був першим головою ВМРО-ДПМНЄ, від його заснування в 1990 році до травня 2003 року. Після проголошення незалежності в 1991 році він став першим віце-президентом Македонії. З 1992 по 1995 представляв ВМРО-ДПМНЄ в Зборах Македонії. У період з 1998 по 2002 був прем'єр-міністром Республіки Македонії. У травні 2001 року короткий час виконував обов'язки міністра оборони. Після розбіжностей з нинішнім лідером ВМРО-ДПМНЄ Ніколою Груєвським, Георгієвський сформував нову партію ВМРО-Народна партія, лідером якої був до березня 2007 року, коли він відмовився балотуватися на пост президента від ВМРО-НП, посилаючись на проблеми зі здоров'ям.
14 липня 2006 року Любчо Георгієвський отримав болгарське громадянство, на підставі болгарського походження його батьків. Влітку 2007 року взяв участь у болгарському політичному житті як член ініціативного комітету з висунення Кирила Пендева кандидатом на пост мера Благоєвграда в Болгарської Македонії.

## Рекорд
У 1999 році Любчо Георгієвський був включений в Книги рекордів Гіннесса як наймолодший прем'єр-міністр. На момент вступу на посаду йому було 32 роки.